# Girolles (Yonne)
Girolles ist eine französische Gemeinde mit 189 Einwohnern (Stand: 1. Januar 2022) im Département Yonne in der Region Bourgogne-Franche-Comté. Sie gehört zum Arrondissement Avallon und zum Kanton Avallon. Die Bewohner werden Girollois und Girolloises genannt.

## Geographie
Girolles liegt etwa 35 Kilometer südöstlich von Auxerre und etwa 7 Kilometer nordwestlich von Avallon. Nördlich von Girolles liegt ein sehr hügeliges Gebiet. Zwei Hügel dominieren, der von Champ-Porsin (329 m) und der des Weilers Champ-du-Feu der Nachbargemeinde Annay-la-Côte. Zwischen den beiden liegt das Waldgebiet Bois Brûlés, dessen Name an die Erzgewinnung erinnert. Nahe dem Zentrum der Gemeinde entspringt der Rau de Girolles, ein Nebenfluss des Cousin. Fast zwei Drittel der Fläche der Gemeinde, insbesondere im nördlichen Teil, sind von Wald bedeckt.
Umgeben wird Girolles von den Nachbargemeinden Précy-le-Sec im Norden, Annay-la-Côte im Osten und Nordosten, Tharot im Osten, Annéot im Südosten, Vault-de-Lugny im Süden, Givry im Südwesten, Sermizelles im Westen sowie Voutenay-sur-Cure im Nordwesten.

## Bevölkerungsentwicklung

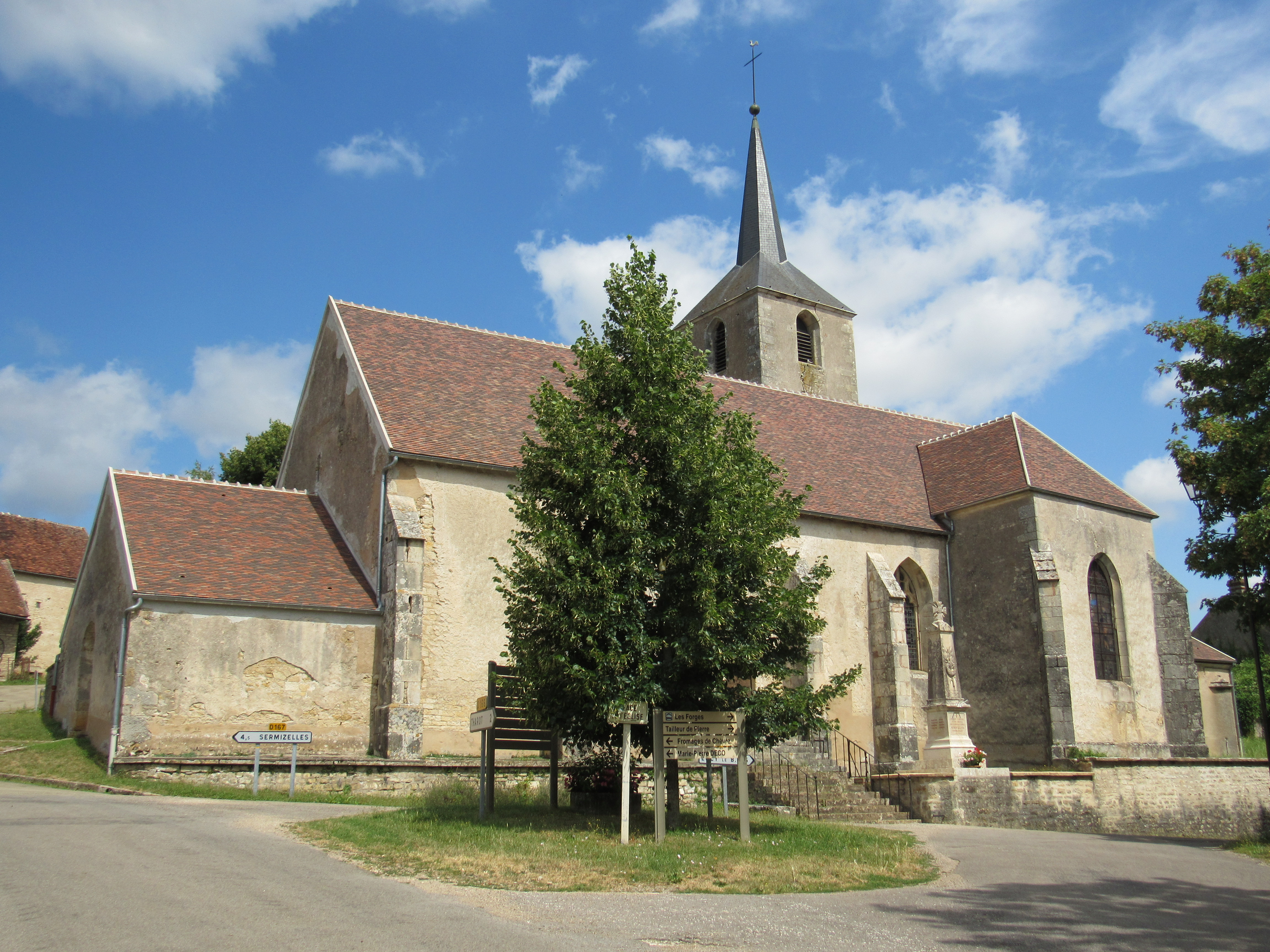
Kirche Saint-Didier

| Jahr                       | 1962 | 1968 | 1975 | 1982 | 1990 | 1999 | 2006 | 2013 | 2020 |
| Einwohner                  | 143  | 143  | 156  | 150  | 160  | 163  | 183  | 184  | 166  |
| Quellen: Cassini und INSEE |      |      |      |      |      |      |      |      |      |

## Sehenswürdigkeiten
- Kirche Saint-Didier aus dem 15. Jahrhundert
- Burgruine Girolles mit Turm Brunehaut aus dem 9. Jahrhundert